# مكتبة الكويت الوطنية
مكتبة الكويت الوطنية، هي المكتبة الوطنية لدولة الكويت. تأسست في عام 1923 بجهد عدد من أدباء الكويت، وكانت تسمى المكتبة الأهلية، وكان عمادها مجموعات من مكتبة الجمعية الخيرية الكويتية التي أنشئت في 1913. يقع مقرها في شارع الخليج العربي.
صدر المرسوم السامي رقم 52 اعام 1994 بإنشاء مكتبة الكويت الوطنية رسميًا وأناط بها مسؤؤلية جمع وتنظيم وحفظ وتوثيق التراث الوطني والإنتاج الفكري والثقافي في دولة الكويت.

## أهداف المكتبة
- تجميع وتنظيم وتوثيق وحفظ التراث والإنتاج الفكري الوطني بمختلف أشكاله وأنواعه.
- تكوين وتنمية مجموعات أجنبية عالمية مختارة في مختلف الموضوعات التي تهم الكويت ومنطقة الخليج والدول العربية ة والإسلامية.
- رعاية وتنسيق ودعم أنشطة التعاون بين المكتبات ومراكز المعلومات في الكويت.
- القيام بدور مكتبة الإيداع لجميع المصنفات الوطنية.
- القيام بدور المركز الببليوجرافي الوطني.

## مهام المكتبة
تشمل مهام المكتبة الإيداع وحماية حقوق الملكية الفكرية وتحضير الفهرس الوطني الذي يضم التراث والمنتجات الفكرية ومقتنيات المكتبات والهيئات والوزارات والضبط الببليوغرافي وتطوير وإنشاء نظام معلومات إلى خاص بخدمات المكتبات ومراكز المعلومات المتعلقة بها على مستوى الدولة. والارتقاء بمستوى أداء العناصر الوطنية العاملة في قطاع المكتبات والمعلومات. والتعاون والتنسيق مع المكتبات البحثية والمتخصصة في دولة الكويت وخارجها.
الخدمات الرئيسية التي تقدمها المكتبة خدمات الإيداع وحماية الملكية الفكرية حيث تعتبر المكتبة (ISSN) والدوريات (ISBN) - الترقيم الدولي المعياري للكتاب باعتباره ISBN هي الجهة الرسمية المسئولة عن منح الترقيمات الدولية المعيارية الوكالة الوطنية للترقيمات الدولية المعيارية في الكويت. خدمات استرجاع المعلومات والبحث في قواعد المعلومات المدمجة والأنظمة الآلية وعبر الإنترنت. الخدمات المرجعية التقليدية والآلية. تقديم الخدمات المساندة والمستمرة مثل خدمة التصوير والمسح الضوئي.
تسعى دولة الكويت حاليا إلى إنشاء مبنى حديث لمكتبة الكويت الوطنية على أحدث النظم وتقنيات المعلومات على مساحة (22000 م 2) وسيطل المبنى الجديد على شارع الخليج العربي مجاورا لأهم المباني الرس مية والثقافية في الدولة والتي هي قصر السيف العامر ومجلس الوزراء الموقر ومجلس الأمة ومتحف الكويت الوطني، وسيكون لذلك الأثر الكبير في تحديث خدمات المكتبة.

## مواقع خارجية
- الموقع الرسمي